# Higashichichibu
Higashichichibu (dt. „Ost-Chichibu“; jap. 東秩父村 Higashi-Chichibu-mura, „Dorf Ost-Chichibu“) ist eine Dorfgemeinde auf der japanischen Hauptinsel Honshū im Landkreis Chichibu in der Präfektur Saitama. Auf Grund zahlreicher Eingemeindungen ist es die einzige Dorfgemeinde in der Präfektur.

## Angrenzende Städte und Gemeinden
- Chichibu
- Ogawa
- Tokigawa
- Minano
- Yorii